# Kacosphaeria antarctica
Kacosphaeria antarctica är en svampart som beskrevs av Speg. 1888. Kacosphaeria antarctica ingår i släktet Kacosphaeria och familjen Calosphaeriaceae.   Inga underarter finns listade i Catalogue of Life.